# Adesmia cytisoides
Adesmia cytisoides es una especie  de planta con flores de la familia Fabaceae. 

## Distribución
Es originaria de Argentina.

## Taxonomía
Adesmia cytisoides fue descrita por August Heinrich Rudolf Grisebach y publicado en Abhandlungen der Königlichen Gesellschaft der Wissenschaften zu Göttingen 19: 119. 1874.
Etimología
Adesmia: nombre genérico que deriva de las palabras griegas: 
a- (sin) y desme (paquete), en referencia a los estambres libres.
cytisoides: epíteto latíno que significa "similar a Cytisus" 
Variedad aceptada
- Adesmia cytisoides var. pugionata (Griseb.) Burkart

Sinonimia
- Adesmia caragana Griseb.
- Adesmia cytisoides var. cytisoides
- Patagonium cytisoides (Griseb.) Kuntze[4]